# Alles nur geklaut
Alles nur geklaut ist das im Jahr 1993 erschienene dritte Studioalbum der deutschen A-cappella- und Popband Die Prinzen.

## Entstehung und Veröffentlichung
Die Erstveröffentlichung von Alles nur geklaut erfolgte am 12. November 1993 bei Hansa Records. Das Album erschien in seiner Originalausführung als CD, MC und LP mit zwölf Titeln (Katalognummern: 74321 16666 2/4/1).
Im Folgejahr erschien das Album in einer A-cappella-Version (Katalognummer: 74321 23330 2).
Mit Ausnahme der beiden Lieder Blaue Augen und Was soll ich ihr schenken?, wurden alle Lieder von den Prinzen-Mitgliedern, in unterschiedlichen Konstellationen, verfasst. Bei Blaue Augen handelt es sich um ein Cover der Neonbabies, welches seinerzeit von Annette Humpe geschrieben wurde. Diese war zudem Koautorin von Überall. Das Lied Was soll ich ihr schenken? wurde von Ingo Mayberg geschrieben. Für die Produktion aller Lieder zeichnete Annette Humpe verantwortlich.

## Titelliste
1. Liebe im Fahrstuhl – 3:31 (Sebastian Krumbiegel)
2. Alles nur geklaut – 3:10 (Tobias Künzel)
3. Überall – 3:18 (Annette Humpe)
4. Du spinnst doch – 3:06 (Künzel)
5. Kein Liebeslied – 2:30 (Krumbiegel)
6. Sicherheitsmann – 3:18 (Künzel)
7. Aua – 2:30 (Krumbiegel)
8. Mein Portemonnaie – 2:54 (Künzel)
9. Was soll ich ihr schenken? – 2:44 (Ingo Mayberg)
10. Blaue Augen – 3:15 (Humpe)
11. Ich kann nicht rappen – 3:05 (Krumbiegel)
12. Schlaflied – 1:26 (Künzel)

## Singleauskopplungen
| Jahr | Titel                      | Höchstplatzierung, Gesamtwochen, AuszeichnungChartplatzierungen (Jahr, Titel, , Platzierungen, Wochen, Auszeichnungen, Anmerkungen) | Höchstplatzierung, Gesamtwochen, AuszeichnungChartplatzierungen (Jahr, Titel, , Platzierungen, Wochen, Auszeichnungen, Anmerkungen) | Höchstplatzierung, Gesamtwochen, AuszeichnungChartplatzierungen (Jahr, Titel, , Platzierungen, Wochen, Auszeichnungen, Anmerkungen) | Anmerkungen                                    |
| Jahr | Titel                      | DE | AT | CH | Anmerkungen                                    |
| ---- | -------------------------- | --- | --- | --- | ---------------------------------------------- |
| 1993 | Alles nur geklaut          | DE4 Gold · (27 Wo.)DE | AT3 Gold · (12 Wo.)AT | CH26 (10 Wo.)CH | Erstveröffentlichung: 1993 Verkäufe: + 275.000 |
| 1993 | Überall                    | DE63 (11 Wo.)DE | — | — | Erstveröffentlichung: 1993                     |
| 1993 | Du spinnst doch            | — | — | — | Erstveröffentlichung: 1993                     |
| 1994 | Was soll ich ihr schenken? | — | — | — | Erstveröffentlichung: 1994                     |

## Kommerzieller Erfolg

### Chartplatzierungen
| ChartsChartplatzierungen | Höchstplatzierung | Wochen |
| ------------------------ | ----------------- | ------ |
| Deutschland (GfK)        | 4 (41 Wo.)        | 41     |
| Österreich (Ö3)          | 2 (16 Wo.)        | 16     |
| Schweiz (IFPI)           | 13 (17 Wo.)       | 17     |

| ChartsJahrescharts (1993) | Platzierung |
| ------------------------- | ----------- |
| Deutschland (GfK)         | 73          |

| ChartsJahrescharts (1994) | Platzierung |
| ------------------------- | ----------- |
| Deutschland (GfK)         | 19          |
| Österreich (Ö3)           | 28          |

### Auszeichnungen für Musikverkäufe
Das Album verkaufte sich laut Quellen über 900.000 Mal, davon sind 800.000 Einheiten mit Schallplattenauszeichnungen belegt.
| Land/Region        | Auszeichnungen für Musikverkäufe (Land/Region, Auszeichnung, Verkäufe) | Verkäufe |
| ------------------ | ---------------------------------------------------------------------- | -------- |
| Deutschland (BVMI) | 3× Gold                                                                | 750.000  |
| Österreich (IFPI)  | Gold                                                                   | 25.000   |
| Schweiz (IFPI)     | Gold                                                                   | 25.000   |
| Insgesamt          | 1× Gold · 1× Platin ·                                                  | 800.000  |